# Ion Manolescu-Strunga
Ion N. Manolescu-Strunga (Strunga, 12 maggio 1889 – carcere di Sighet, 19 aprile 1951) è stato un politico rumeno.

## Biografia
Studiò economia a Vienna e successivamente conseguì la laurea in medicina presso l'Università di Berlino. Uno dei leader del Partito Nazionale Liberale rumeno, fu sottosegretario al Ministero dell'agricoltura nel 1933-1934 e di nuovo nel 1936. Fu anche Ministro dell'industria e del commercio dal 5 ottobre 1934 al 1º agosto 1935 e ministro, segretario di stato dal 17 novembre 1937 a 28 dicembre 1937.
Fu arrestato sotto il regime comunista, il 6 maggio 1950. Condannato a 2 anni di lavori forzati e mandato nella prigione di Sighet, lì morì il 19 aprile 1951 a 62 anni.
Dopo la sua morte, anche la moglie Irina Manolescu-Strunga (nata Filotti) fu arrestata e condannata a due anni di carcere a Gherla e Mislea.